# ناتی آباسکال
ناتی آباسکال (انگلیسی: Nati Abascal؛ [ˈnati aβaˈskal]؛ زادهٔ ۲ آوریل ۱۹۴۳) اشراف‌زاده، مدل، نویسنده و بازیگر اهل اسپانیا است.
از فیلم‌ها یا برنامه‌های تلویزیونی که وی در آن نقش داشته است، می‌توان به موزها اشاره کرد.